# 硫酸羥胺
硫酸羟胺是羟胺的硫酸盐，化学式为(NH3OH)2SO4，易溶于水。

## 合成
羟胺与硫酸发生酸碱中和反应可制得硫酸羟胺：
{\displaystyle {\ce {2NH2OH +H2SO4 ->(NH3OH)2SO4}}}
其中，羟胺由氨的催化氧化制得。

## 应用
硫酸羟胺在有机合成中用于将醛和酮转化为肟，将羧酸及其衍生物（例如酯）转化为羟肟酸，将异氰酸酯转化为 N-羟基脲，将腈转化为酰胺肟。硫酸羟铵还用于从发烟硫酸或氯磺酸反應生成羟胺-O-磺酸。
硫酸羟胺可用于生产抗结皮剂、药物、橡胶、纺织品、塑料和洗涤剂。它是一种自由基清除剂，可终止自由基聚合反应并在天然橡胶中用作抗氧化剂。
在農業上，硫酸羥胺是一些杀虫剂、除草剂和生长调节剂的合成原料。
它在摄影中用作彩色照片显影剂的稳定剂和彩色胶片感光乳剂中的添加剂。

## 分解
在120 °C的高溫时，硫酸羟胺开始分解为三氧化硫、一氧化二氮、水和氨：
{\displaystyle {\ce {{2(NH3OH)2SO4}->[][{\triangle }]{2SO3}+{N2O}+{2NH3}+{5H2O}}}}
该反应在138 °C的溫度以上時是放热反應，并且在177 °C時反應放热最多。 金属（尤其是铜、和其衍生合金、銅盐）可催化硫酸羟胺的分解。硫酸羟胺的不稳定性主要是由于羟铵离子的弱氮氧单键所造成。